# Bad Erna

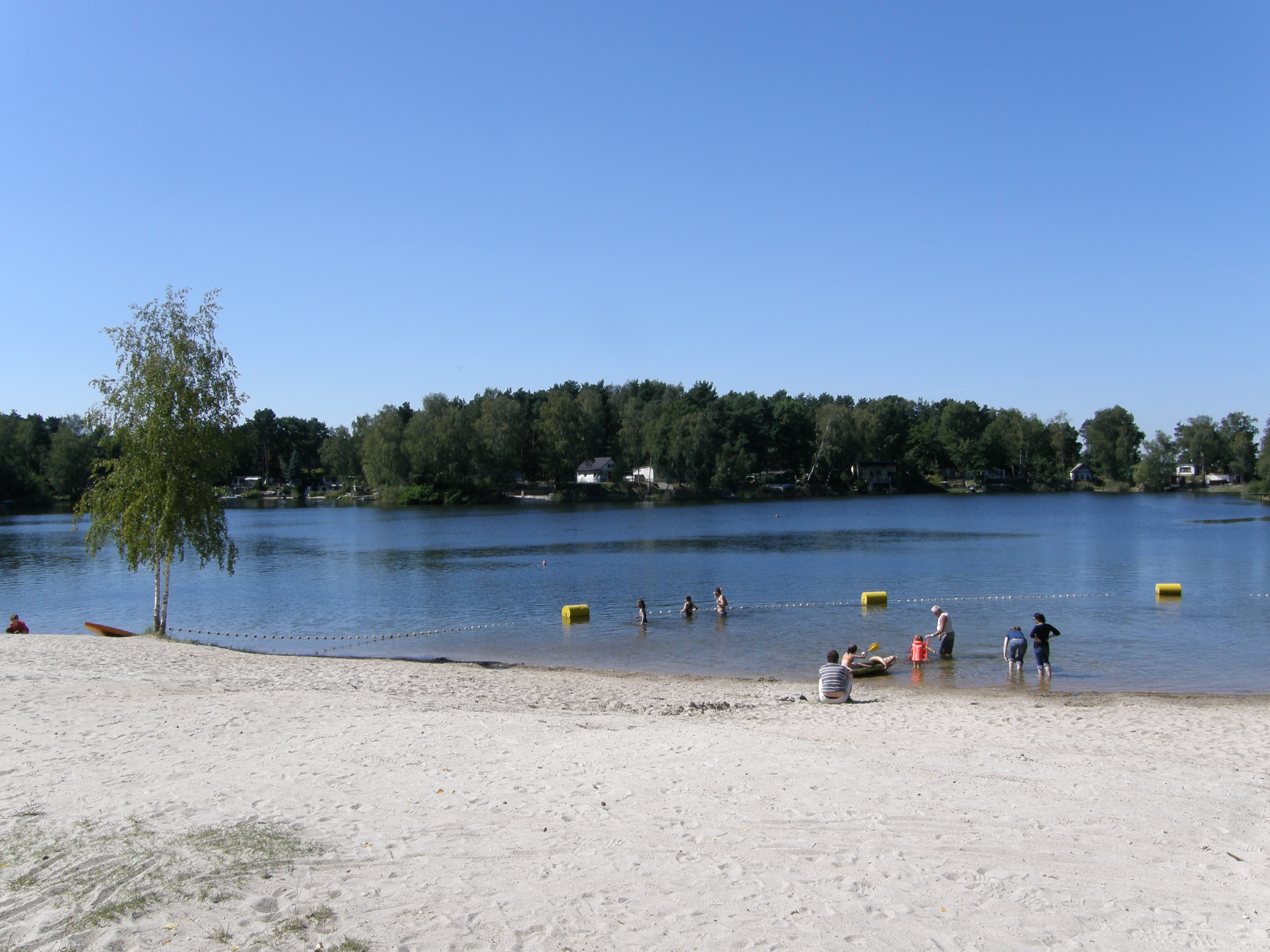
Der Strand am Inselteich von Bad Erna

Bad Erna ist ein Naherholungsgebiet um eine kleine Seengruppe etwa 4 km südlich von Doberlug-Kirchhain im Landkreis Elbe-Elster im Naturpark Niederlausitzer Heidelandschaft.

## Geschichte
Die fünf künstlich geschaffenen Seen aus vier ehemaligen Kohlegruben waren Ende des 19. Jahrhunderts Teil der ersten Braunkohlegruben in der Niederlausitz. Die weiteren Abbaugebiete waren in Schönborn, Domsdorf und Richtung Lauchhammer, heute z. B. der Grünewalder Lauch, und Plessa zu finden. Die Gruben waren bis ca. 1900 in Betrieb und wurden schnell zu touristischen Zwecken der Öffentlichkeit zugänglich gemacht. Am Welsteich von Bad Erna sind noch Überreste einer alten Brikettfabrik zu sehen.
Die Namen der fünf von Wald umgebenen Seen sind 
- Inselteich
- Welsteich
- Blauer See
- Barschteich und
- Franzosenteich

Ende der 1920er Jahre entwickelte sich um den Inselteich ein stetig wachsender lokaler Badetourismus. Um das im Volksmund nach der Grube Erna benannte Naherholungsgebiet Bad Erna weiterzuentwickeln, kaufte die Stadt Dobrilugk 1928 das Gelände der Gemeinde Lindena ab. Anfang der 1930er Jahre entstanden erste Bungalows und ein Restaurant um den Inselteich, auch eine Bootsvermietung wurde eingerichtet. Nach 1960 wurden die meisten der Häuschen errichtet. Ein Zweckverband Naherholung Bad-Erna – Rückersdorfer Teich entstand 1971 und sollte die Pflege und Entwicklung des Naherholungsgebietes erreichen. 1996 wurde der Welsteich von Bad Erna der Gemeinde Lindena durch die Oberfinanzdirektion Cottbus zugeordnet.
Heute wird das Erholungsgebiet unter dem Namen Waldbad Erna von der Stadt Doberlug-Kirchhain mit den Schwerpunkten Baden, sportliche Betätigung in Form von Trend- oder Funsportarten und Fitnessangeboten (z. B. Beachvolleyball oder Hochseilklettergarten), Camping, Wanderungen zu Fuß und per Rad auf einem Erlebnispfad sowie Reit- und Fahrsport betrieben.
Der Blaue See, der Barschteich und der Franzosenteich sind lediglich ausgewiesene Angelgewässer. Nördlich des Gebietes befindet sich der Hammerteich, ein durch Abbau des Raseneisensteins entstandener Teich, der für die gewerbliche Fischzucht genutzt wird.

## Infrastruktur
Am Hauptteich, dem Inselteich, befindet sich eine öffentliche Badestelle und eine Gaststätte. Der öffentliche Badesee ist für den Motorbootverkehr gesperrt. Etwa 250 Wochenendhäuschen und Bungalows gehören Privatpersonen und sind langfristig verpachtet. Am Ufer befindet sich ein Volleyballplatz. Der See wird von einem Bademeister überwacht.